# Stig Zandén
Stig Helge Zandén, född 14 maj 1927 i Falun, död 2 juni 2017 i Falun, var en svensk naprapat, målare och tecknare.
Han var son till Helge Zandén och affärsinnehavaren Emma Elisabeth Schütt och från 1954 gift med Gunnel Birgitta Matsson. Zandén deltog i några kurser för dekoratörer och bedrev självstudier under resor till Norge och Rumänien. Han medverkade i samlingsutställningar arrangerade av Dalarnas konstförening. Hans konst knyter an till Zandéns fars konst och består av stilleben och landskapsmålningar utförda i akvarell, pastell eller olja. Stig Zandén är gravsatt i minneslunden på Skogskyrkogården i Falun.

### Fotnoter
1. ↑  Stig Zandén Minnessidor, Fonus.se
2. ↑  SvenskaGravar